# 鸭嘴花
鸭嘴花（学名：Adhatoda vasica），又名牛舌蘭，为爵床科鸭嘴花属下的一个种。
這種植物含有的一種化學成份，過往被用作提煉成藥，用以收鼻水及化痰，而這種植物外用亦可续筋接骨及祛风止痛。在悉達醫學與阿育吠陀醫學的醫書均有這種植物的藥用功效的紀錄。其葉片磨粉後的水溶液還可以有效吸收溶液內之汞離子。